# Theodor Schieder
Theodor Wolfgang Martin Schieder (* 11. April 1908 in Oettingen im Ries; † 8. Oktober 1984 in Köln) war ein deutscher Historiker. Mit seinem wissenschaftlichen Werk, seinem Einfluss als akademischer Lehrer und seinen Aktivitäten als Wissenschaftsorganisator gilt er als einer der wichtigsten und einflussreichsten bundesdeutschen Neuzeithistoriker nach dem Zweiten Weltkrieg. In jüngerer Zeit wurden sein Engagement für den Nationalsozialismus und seine Rolle als ein möglicher „Vordenker“ der nationalsozialistischen Vernichtungspolitik Gegenstand öffentlicher Kontroversen.

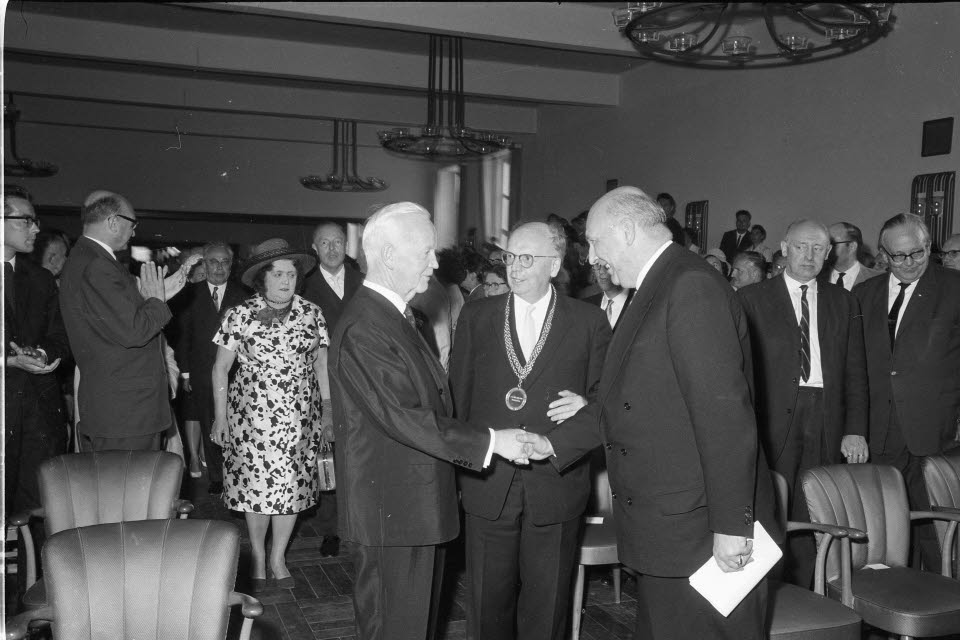
Theodor Schieder (rechts) mit Bundespräsident Heinrich Lübke (1963)

## Leben und Werk

### Während der Weimarer Republik
Theodor Schieder wurde als Sohn des aus Memmingen stammenden Notars Heinrich Schieder (1870–1953) und dessen Frau Margarete, geb. Autenrieth (1886–1956), in Oettingen im Ries (Kreis Nördlingen) geboren und wuchs in Oettingen, Augsburg und Kempten (Allgäu) in einer bürgerlich-protestantischen Familie auf. Nach dem Besuch des humanistischen Gymnasiums bei St. Anna in Augsburg studierte er von 1926 bis 1933 Geschichte, Germanistik und Geographie an den Universitäten München und Berlin. Schieder wurde dabei von dem Renaissance-Historiker Paul Joachimsen beeinflusst. Nach dessen Tod wurde er 1933 bei Karl Alexander von Müller in München über das Thema Die kleindeutsche Partei in Bayern in den Kämpfen um die nationale Frage promoviert. Ein Jahr später heiratete Schieder. Aus der Ehe gingen drei Söhne und eine Tochter, darunter der spätere Historiker Wolfgang Schieder, hervor.
Bereits während der Schulzeit hatte sich Schieder der Jugendbewegung angeschlossen. Während des Studiums leitete er die Münchner Gilde „Greif“ der antisemitischen, militaristischen und radikalnationalistischen Deutsch-Akademischen Gildenschaft. Zu seinen älteren Bundesbrüdern gehörten Theodor Oberländer und Friedrich Weber. Schieder orientierte sich zum jungkonservativen Flügel der Gilden und gehörte von März bis Oktober 1930 der Volkskonservativen Vereinigung unter Gottfried Treviranus an. Nach der Anti-Young-Plan-Kampagne interessierte er sich vermehrt für die radikalen revisionistischen Vorstellungen Karl Haushofers, der seine Konzepte der Münchner Gilde persönlich vorstellte. Von den Nationalsozialisten grenzte sich Schieder zu diesem Zeitpunkt ab. Er vertrat stattdessen eine jungkonservative Reichsidee in Anlehnung an Arthur Moeller van den Bruck. Als Volkstumshistoriker gehörte Schieder, so der Historiker Ingo Haar, der „Elite im Wartestand an, die die deutsche Frage in Europa autoritär und militärisch zu klären suchte.“

### Während des Nationalsozialismus
Schieder profitierte nach der nationalsozialistischen „Machtergreifung“ von den Verbindungen seiner Bundesbrüder Erich Maschke, Rudolf Craemer, Theodor Oberländer und Günther Franz. Mit einem Stipendium der Publikationsstelle Berlin-Dahlem begann er 1934 mit der Arbeit an seiner Habilitation. Im selben Jahr erhielt er auf Empfehlung Maschkes die Leitung der „Landesstelle Ostpreußen für Nachkriegsgeschichte“, einer Außenstelle des Preußischen Geheimen Staatsarchivs an der Albertus-Universität Königsberg, übertragen. Schieders Stelle diente nach seiner eigenen Beschreibung der „Aufspürung und Nennung wissenschaftlicher Themen und schließlich der Auskunftsvermittlung an Behörden und Organisationen“.
In Königsberg schloss sich Schieder dem Kreis um den Historiker Hans Rothfels an. Von seinem ursprünglich bevölkerungsgeschichtlichen Konzept einer Siedlungsgeschichte Westpreußens in der Zeit von 1466 bis 1772 musste er sich 1935 verabschieden, weil, so Schieder selbst in einem Brief an Albert Brackmann, „die politischen Ergebnisse“ zum Teil „nicht sehr erfreulich“ seien. Stattdessen verfolgte er einen ideengeschichtlichen Ansatz, indem er die „Idee“ des Reiches dem westlichen Nationalstaatsprinzip als Konzept zur „Neuordnung“ Ostmitteleuropas gegenüberstellte. 1939 habilitierte er sich schließlich mit der Studie Deutscher Geist und ständische Freiheit im Weichsellande. Politische Ideen und politisches Schrifttum in Westpreußen von der Lubliner Union bis zu den polnischen Teilungen (1569–1772/73) bei Kurt von Raumer, der inzwischen Rothfels’ Lehrstuhl übernommen hatte. Schieder arbeitete an dem von Gunther Ipsen verantworteten Handwörterbuch des Grenz- und Auslandsdeutschtums mit und befasste sich dazu mit der „Memelfrage“ und dem italienischen Faschismus.
Schieder war ehrenamtlicher Mitarbeiter des NS-Hauptschulungsamtes in Königsberg und trat im Mai 1937 der NSDAP bei (Mitgliedsnummer 5.284.680). Im Sommer 1939 wurde er von Gauleiter Erich Koch in den Expertenstab für Volksgruppenfragen des Reichsinnenministeriums entsandt, der an der Vorbereitung des Krieges gegen Polen mitwirkte. Nach dem Überfall auf Polen erarbeitete Schieder am 7. Oktober 1939 die Denkschrift einer Arbeitsgruppe der Nord- und Ostdeutschen Forschungsgemeinschaft (NOFG) über die „Siedlungs- und Volkstumsfragen in den wiedergewonnenen Gebieten“. Die Arbeitsgruppe hatte sich vom 4. bis 7. Oktober 1939 auf Initiative Hermann Aubins in Breslau getroffen und über Fragen der Neuordnung Polens gesprochen. In der Denkschrift rechtfertigte Schieder den „Volkstumskampf“ und Deportationen als Wiedergutmachung nach dem Versailler Vertrag, warnte vor den „Gefahren rassischer Vermischung“, plädierte für die „Herauslösung des Judentums aus den polnischen Städten“ und die „Entjudung Restpolens“ sowie für die Beseitigung der polnischen Intelligenz. Insofern Schieder die Überseewanderung der Juden gegenüber der Abwanderung in den polnischen Reststaat bevorzugte, lassen sich, so Götz Aly, die Konturen des Madagaskarprojektes erkennen.
Schieder arbeitete Gauleiter Koch zu, dem er über den Einfluss der Nationaldemokratie Polens bis auf die Kreisebene und über das Wirken der früheren preußischen Ansiedlungskommission berichtete. Die Landesstelle Ostpreußen bearbeitete dazu wie schon vor dem Krieg Akten, Nachlässe sowie beschlagnahmte Dokumente und stellte die gewonnenen Informationen für vertrauliche Auskünfte zur Verfügung. 1941/42 vertrat Schieder den Lehrstuhl von Kleo Pleyer an der Universität Innsbruck, begutachtete um die Jahreswende 1941/42 aber auch die Bevölkerungsverhältnisse in Białystok. Koch dankte Schieder im Januar 1942 persönlich, dass die Landesstelle Material geliefert habe, das wesentliche Dienste geleistet habe „und das heute bei der Neugestaltung der Regierungsbezirke Zichenau und Bialystok uns ein bedeutsames Hilfsmittel ist.“ Harold Steinacker und Reinhard Wittram versuchten nach Pleyers Tod Schieder als dessen Nachfolger zu gewinnen. Koch jedoch, der den herzleidenden Schieder 1942 für unabkömmlich erklären ließ, setzte im Mai 1942 dessen vor allem von Herbert Grundmann betriebene Hausberufung als Professor für Neuere Geschichte an der Universität Königsberg durch. Hier wirkte Schieder als Dekan der philosophischen Fakultät (ab 1943), war als „Lektor des Amtes für Presse und Propaganda“ aktives Mitglied im NS-Dozentenbund und arbeitete mit dem Bund Deutscher Osten zusammen, für den er Gutachten verfasste. 1944 trat er der „Arbeitsgemeinschaft zur Erforschung der bolschewistischen Weltgefahr“ im Amt Rosenberg bei, für die er die Schwerpunkte „Liberalismus und Marxismus“ bearbeiten wollte.

### In der Bundesrepublik Deutschland
1944/45 floh Schieder mit seiner Familie nach Dietmannsried in den Westen. Er bemühte sich zunächst vergeblich um Universitätsstellen in Hamburg, Göttingen, Münster und Frankfurt am Main. Im Juli 1947 wurde er nicht zuletzt auf Betreiben Peter Rassows für einen Lehrstuhl an der Universität Köln vorgeschlagen, musste aber zunächst seine Entnazifizierung erreichen. Er hatte dies bereits in Hamburg und Göttingen versucht, um das für ihn ungünstige amerikanisch-bayerische Befreiungsgesetz zu umgehen. Mit Hilfe einer Reihe von Kollegen wie Hans Rothfels, die schriftlich Schieders politische Haltung erläuterten, gelang ihm am 28. November 1947 bei der Außenstelle Immenstadt des Amtsgerichts Kempten-Land die Entnazifizierung. Am 8. November 1948 wurde er zum Ordinarius in Köln ernannt, wo er trotz Rufen nach Göttingen (1954), Freiburg (1957) und München (1963) bis zu seiner Emeritierung 1976 lehrte. Als „begnadeter Wissenschaftsorganisator“ wurde er einer der einflussreichsten westdeutschen Historiker.
Von 1952 bis 1954 war Schieder Dekan der Philosophischen Fakultät und übernahm 1952 den historischen Teil der Diplomatenausbildung im Auswärtigen Amt. 1953 initiierte er die Stiftung Historisches Kolleg im Stifterverband für die Deutsche Wissenschaft in München, dessen Kuratorium er ab 1978 vorsaß. Ebenso war er 1951 an der Gründung der Kommission für Geschichte des Parlamentarismus und der politischen Parteien in Bonn beteiligt. Ab 1954 gehörte er der Rheinisch-Westfälischen Akademie der Wissenschaften an und übernahm 1978 deren Präsidentschaft. Er gab ab 1957 die Historische Zeitschrift heraus und stand von 1967 bis 1972 dem Verband deutscher Historiker vor. Von 1962 bis 1964 war er Rektor der Universität Köln. 1964 wurde er Präsident der Historischen Kommission bei der Bayerischen Akademie der Wissenschaften. 1972 erhielt Schieder das Große Bundesverdienstkreuz mit Stern der Bundesrepublik Deutschland. 1971 wurde er in den Orden Pour le Mérite für Wissenschaften und Künste aufgenommen. Er war von 1965 bis 1967 Mitglied im Vorstand und seit 1968 im Kuratorium der Friedrich-Naumann-Stiftung.
Schieder leitete federführend die Erarbeitung der Dokumentation der Vertreibung der Deutschen aus Ostmittel- und Osteuropa in den Jahren 1945 bis 1948, die vom Bundesministerium für Vertriebene, Flüchtlinge und Kriegsgeschädigte finanziert wurde. Ziel des Projekts war es ursprünglich, Material für künftige Friedensverhandlungen zu sammeln. Schieder plante ein „Weißbuch“, in welchem er am „Heimatrecht der Deutschen“ festhalten und die „bolschewistische Herkunft“ der Vertreibung beweisen wollte. Die Einseitigkeit des Konzeptes stieß auf Kritik, so dass beschlossen wurde, eine Dokumentation nach wissenschaftlichen Standards zu erstellen, die Schieder am 29. April 1952 übertragen wurde. Im Laufe der Arbeit wandelte sich die Konzeption. Der geplante sechste Abschlussband, der 1960 beinahe fertiggestellt war, wurde vom Bundesministerium aus politischen Erwägungen nicht mehr publiziert, weil darin auch die nationalsozialistische Umsiedlungs- und Vernichtungspolitik als eine der Hauptursachen der späteren Vertreibung der Deutschen genannt und dargestellt wurde. Für Thomas Etzemüller manifestiert sich darin eine Veränderung im Denken, da Schieder und Rothfels sich hätten eingestehen müssen, dass die Dokumentation nicht im ursprünglich geplanten Sinne instrumentalisierbar sein würde.
Wesentliche Ergebnisse des unveröffentlichten Abschlussbandes der Dokumentation verarbeitete Schieder im ersten Band des Handbuchs der europäischen Geschichte (7 Bde., 1968–1987), eines weiteren von ihm selbst angeregten und konzipierten historiografischen Großprojekts. Er verfasste die beiden Einleitungen über die Epoche zwischen 1870 und 1914 und über die Zeit seit dem Ersten Weltkrieg. Im Rahmen der Propyläen-Geschichte Europas schrieb Schieder den Band Staatensystem als Vormacht der Welt 1848–1918 (1977).
Trotz seiner eigenen, eher ideengeschichtlichen Interessen und der Orientierung am Geschichtsbild Jacob Burckhardts gilt Schieder mit seinem Bemühen um methodologische, theoretische und allgemeine Fragen der Geschichtswissenschaft als einer der Begründer einer methodisch reflektierten Sozial- und Strukturgeschichte in Deutschland. Schieder kritisierte den nationalstaatlichen bzw. eurozentrischen Standpunkt der Historiker vor 1945 und konstatierte mit der Burckhardtschen „Phänomenologie der historischen Krise“ den ständigen Kontinuitätsbruch als Wesensmerkmal der Moderne. Der koreanische Historiker Jin-Sung Chun hat Schieder zu den neukonservativen und modernitätskritischen Historikern der Bundesrepublik Deutschland der 1950er Jahre gerechnet und Schieders Bezug auf das universale Geschichtsbild und die Sozialtheorie Hans Freyers betont. Hans-Ulrich Wehler hat stattdessen angemahnt, Schieders eigene lebensgeschichtliche Erfahrungen stärker im Sinne eines Lern- und Verarbeitungsprozesses zu berücksichtigen.
Die Strukturgeschichte, wie sie Schieder in expliziter Distanzierung vom Historischen Materialismus und der Annales-Schule formulierte, wurde von der etablierten Geschichtsschreibung toleriert. Indem Schieder soziokulturelle Aspekte in den Mittelpunkt seiner Analyse des Siegeszuges des Nationalstaates in der modernen Welt stellte, ebnete er, so Chun, den eher sozialgeschichtlichen Forschungen von Historikern der jüngeren Generation (Historische Sozialwissenschaft) den Weg. Als weiteres Verdienst wird Schieder zugutegehalten, dass er Historiker der jüngeren Generation wie Martin Broszat, Wolfgang J. Mommsen, Hans-Ulrich Wehler, Heinz-Gerhard Haupt, Thomas Nipperdey, Lothar Gall, Jörn Rüsen und Hans Henning Hahn nicht nur als akademischer Lehrer betreute, sondern auch gegenüber Kritikern verteidigte.

### Kontroverse um Schieders NS-Vergangenheit
Schieders Verhalten während des Nationalsozialismus wurde erst nach seinem Tod zum Gegenstand öffentlicher Kontroverse. In den Nachkriegsjahren waren seine nationalsozialistischen Aktivitäten kaum mehr als ein Gerücht gewesen. Erst nach Schieders Tod wies als Erster Michael Burleigh in seiner Studie zur Ostforschung auf Schieders Verstrickung in antipolnische Planungen hin. 1992 veröffentlichten dann Angelika Ebbinghaus und Karl Heinz Roth Schieders Polendenkschrift vom 7. Oktober 1939. Götz Aly bewertete die Arbeiten Schieders als eine Vorstufe zum Generalplan Ost. Wolfgang Mommsen stimmt ihm insoweit zu, dass das Programm einen Bruch mit der bisherigen deutschen Volkstumspolitik im Osten markierte und den Planungen der SS entgegenkam. Strittig ist jedoch, inwieweit die Denkschrift Schieders eigene Auffassungen repräsentierte, oder er nur die Diskussionen der Breslauer Tagung zusammenfasste, und welcher Stellenwert der Denkschrift darüber hinaus in den politischen Entscheidungsprozessen zukommt.
Auf dem 42. Historikertag, abgehalten im September 1998 in Frankfurt am Main, wurde in der Sektion „Deutsche Historiker im Nationalsozialismus“ eine Aufsehen erregende, kontroverse Debatte geführt, die nicht zuletzt Schieders Engagement und das seines Freundes und Kollegen Werner Conze während des Nationalsozialismus zum Gegenstand hatte und in der Öffentlichkeit als „Generationenkonflikt“ wahrgenommen wurde.
Ingo Haar warf Schieder vor, „unmittelbar in der Vernichtungspolitik“ mitgewirkt zu haben, weil Schieder die Bevölkerung des neuen ostpreußischen Regierungsbezirkes Zichenau und des Kreises Suwalki erfasste. Diese Daten hätten die Grundlagen für die ethnische Segregation der „Volksdeutschen“ und der jüdischen und slawischen „Mischehen“ im Verfahren der Deutschen Volksliste gebildet. Götz Aly formulierte: „Beide [d.s. Conze und Schieder] haben auf ihre Weise und professionell – als gut ausgebildete Historiker eben – am Menschheitsverbrechen Holocaust mitgewirkt. Schieder propagierte den Krieg und die Vorstellung von der rassisch definierten Nation; er plädierte für die gewaltsame Germanisierung immer größerer eroberter Regionen und schrieb einen Teil seiner Texte ausschließlich für den exekutiven Gebrauch.“
Wolfgang Mommsen, ein Schüler Schieders, hat dagegen argumentiert, dass Schieder zwar den Nationalsozialismus begrüßt habe, sein Engagement für den Nationalsozialismus aber geringer einzuschätzen sei, als dies Haar und Aly täten. Schieder habe bei seiner Befürwortung der Umsiedlungsaktionen im Osten das Ausmaß der späteren Massenvernichtungsplanungen nicht antizipieren können. Sein Hauptmotiv sei die Schaffung eines möglichst geschlossenen deutschen Siedlungsraums im Osten gewesen. Zu diesem Zweck habe er sein eigenes Zukunftsmodell zurückgestellt. Geistiger Urheber seiner Denkschrift sei eigentlich Hermann Aubin. Christoph Nonn hob hervor, „ein direkter, kausaler Einfluss“ der von Schieder bearbeiteten Denkschrift „auf konkrete nationalsozialistische Vertreibungsvorgänge und Mordaktionen ist nicht nachweisbar und auch nicht plausibel.“ Indirekt habe Schieder sich „aber sehr wohl an der menschenverachtenden und mörderischen NS-Politik beteiligt: Denn seine Stimme war eine in dem vielstimmigen Chor, der eine Mentalität schuf, die eine solche Politik legitimierte und radikalisierte.“
Hans-Ulrich Wehler urteilte, Schieder habe nach 1945 die „zweite Chance“ ergriffen und sich kompromisslos von seinen früheren Schlüsselkategorien und Denkfiguren distanziert. Ingo Haar verwies darauf, dass Schieder insbesondere mit der „Dokumentation der Vertreibung“ auch nach 1945 politisch eminent aufgeladene Projekte verfolgte und die kritischen Ergebnisse seiner jungen Mitarbeiter aus dem geplanten Abschlussband der Dokumentation nicht veröffentlichte. Schieders Biograph Christoph Nonn betonte, dass Schieder sich weder in seinem professionellen noch persönlichen Umgang mit der eigenen NS-Vergangenheit „wesentlich von anderen zwischen 1933 und 1945 in Deutschland gebliebenen Historikern seiner Generation“ unterschied.

### Familie
Schieder war seit 1934 mit der Studienrätin Eva Rogalsky (1910–1998) verheiratet. Sie hatten drei Söhne, den Historiker Wolfgang Schieder (* 1935), den Biologen Otto Schieder (1938–1998) und den Physiker Rudolf Schieder (1943–2025) sowie eine Tochter Margarete Schieder, verheiratete van Oordt (* 1940).

## Schriften (Auswahl)
Autor
- Die kleindeutsche Partei in Bayern in den Kämpfen um die nationale Einheit 1863–1871. Beck, München 1936 (Zugl.: München, Univ., Diss., 1933).
- Deutscher Geist und ständische Freiheit im Weichsellande. Politische Ideen und politisches Schrifttum in Westpreußen von der Lubliner Union bis zu den polnischen Teilungen (1569–1772/93). Gräfe und Unzer, Königsberg 1940 (Zugl.: Königsberg, Univ., Habil.-Schr., 1939).
- Dokumentation der Vertreibung der Deutschen aus Ost-Mitteleuropa. Bundesministerium für Vertriebene, Bonn 1953 ff.
- Nationale und übernationale Gestaltungskräfte in der Geschichte des europäischen Ostens. Scherpe, Krefeld 1954.
- Das Problem des Nationalismus in Osteuropa. Müller, Köln-Braunsfeld 1956.
- Das Schicksal der Deutschen in Ungarn. Bundesministerium für Vertriebene, Bonn 1956.
- Das Schicksal der Deutschen in Rumänien. Bundesministerium für Vertriebene, Bonn 1957.
- Hundert Jahre Historische Zeitschrift 1859–1959. Oldenbourg, München 1959.
- Das Deutsche Kaiserreich von 1871 als Nationalstaat. Westdeutscher Verlag, Köln 1961.
- Italien vom ersten zum zweiten Weltkrieg. Stuttgart 1962.
- Nietzsche und Bismarck. In: Historische Zeitschrift. Band 196, 1963, S. 320–342.
- Geschichte als Wissenschaft. Oldenbourg, München/Wien 1965.
- Staat und Gesellschaft im Wandel unserer Zeit. 2. Auflage, Oldenbourg, München 1970.
- Beiträge zur Geschichte der Weimarer Republik. Oldenbourg, München 1971, ISBN 3-486-43491-8.
- Methodenprobleme der Geschichtswissenschaft. Oldenbourg, München 1974, ISBN 3-486-44101-9.
- Staatensystem als Vormacht der Welt 1848–1918 (= Propyläen-Geschichte Europas. Band 5). Propyläen-Verlag, Frankfurt a. M. 1977, ISBN 3-549-05795-4.
- Kultur, Wissenschaft und Wissenschaftspolitik im deutschen Kaiserreich. In: Gunter Mann, Rolf Winau (Hrsg.): Medizin, Naturwissenschaft, Technik und das Zweite Kaiserreich. Göttingen 1977, S. 9–34.
- Einsichten in die Geschichte. Essays. [Josef Kroll zum 90. Geburtstag am 8. November 1979]. Frankfurt am Main/Berlin/Wien 1980, ISBN 3-549-07395-X.
- Friedrich der Große. Ein Königtum der Widersprüche. Propyläen-Verlag, Frankfurt am Main 1983, ISBN 3-549-07638-X.
- Vom Deutschen Bund zum Deutschen Reich 1815–1871 (= Gebhardt, Handbuch der deutschen Geschichte. Band 15). 9., neu bearbeitete Auflage. München 1989.

Herausgeber oder Mitherausgeber
- mit Kurt von Raumer: Stufen und Wandlungen der deutschen Einheit. [Karl Alexander von Müller, dem Forscher und Lehrer in dankbarer Gesinnung gewidmet von Freunden und Schülern, 20. Dezember 1942]. Deutsche Verlags-Anstalt, Stuttgart 1943.
- Handbuch der europäischen Geschichte. In sieben Bänden. Klett-Cotta [u. a.], Stuttgart 1968.
- mit Ernst Deuerlein: Reichsgründung 1870/71. Tatsachen – Kontroversen – Interpretationen. Stuttgart 1970.